# Представление символов в регулярных выражениях

## Представление символов по их коду
В некоторых случаях предпочтительно представление символов по их коду.
| Представление | Пояснение                          | Кодировка          |
| ------------- | ---------------------------------- | ------------------ |
| \0n           | n — восьмеричное число от 0 до 377 | 8-битная           |
| \xdd          | d — шестнадцатеричная цифра        | 8-битная           |
| \udddd        | d — шестнадцатеричная цифра        | 16-битная (Юникод) |

## Управляющие символы
| Представление | Символ | Обозначение | Расшифровка           |
| ------------- | --- | ----------- | --------------------- |
| \t            | Горизонтальная табуляция                                                                                                | HT          | Horizontal tabulation |
| \v            | Вертикальная табуляция                                                                                                  | VT          | Vertical tabulation   |
| \r            | Возврат каретки | CR          | Carriage return       |
| \n            | Перевод строки (прогон строки, подача строки)                                                                           | LF          | Line feed             |
| \f            | Конец страницы (прогон страницы)                                                                                        | FF          | Form feed             |
| \a            | Звонок | BEL         | Bell character        |
| \e            | Ключ (управляющий символ, Escape-символ)                                                                                | ESC         | Escape character      |
| \b            | Backspace Должен находиться внутри квадратных скобок (иначе интерпретируется как граница слова).                        | BS          | Backspace             |
| \cA … \cZ     | Ctrl+A … Ctrl+Z Например, последовательность \cM\cJ соответствует управляющим символам CR LF. Эквивалентно \x01 … \x1A. |             |                       |

## Сокращённые обозначения символьных классов
Для часто используемых символьных классов существуют краткие обозначения.
| Представление | Эквивалент         | Значение                                                          |
| ------------- | ------------------ | ----------------------------------------------------------------- |
| \d            | [0-9]              | Цифра                                                             |
| \D            | [^\d]              | Любой символ, кроме цифры                                         |
| \w            | [A-Za-zА-Яа-я0-9_] | Символы, образующие «слово» (буквы, цифры и символ подчёркивания) |
| \W            | [^\w]              | Символы, не образующие «слово»                                    |
| \s            | [ \t\v\r\n\f]      | Пробельный символ                                                 |
| \S            | [^\s]              | Непробельный символ                                               |

### Символьные классыPOSIX
Многие диапазоны символов зависят от выбранных настроек локализации.
POSIX стандартизовал объявление некоторых классов и категорий символов, как показано в следующей таблице.
| POSIX-класс | Эквивалент                           | Значение                    |
| ----------- | ------------------------------------ | --------------------------- |
| [:upper:]   | [A-Z]                                | Символы верхнего регистра   |
| [:lower:]   | [a-z]                                | Символы нижнего регистра    |
| [:alpha:]   | [[:upper:][:lower:]]                 | Буквы                       |
| [:digit:]   | [0-9], т. е. \d                      | Цифры                       |
| [:xdigit:]  | [[:digit:]A-Fa-f]                    | Шестнадцатеричные цифры     |
| [:alnum:]   | [[:alpha:][:digit:]]                 | Буквы и цифры               |
| [:punct:]   | [-!"#$%&'()*+,./:;<=>?@[\\\]_`{\|}~] | Знаки пунктуации            |
| [:blank:]   | [ \t]                                | Пробел и табуляция          |
| [:space:]   | [[:blank:]\v\r\n\f], т. е. \s        | Пробельные символы          |
| [:cntrl:]   | [\x00-\x1F\x7F]                      | Управляющие символы         |
| [:graph:]   | [\x21-\x7E]                          | Печатные символы            |
| [:print:]   | [\x20-\x7E], т. е. [[:graph:] ]      | Печатные символы с пробелом |

Использование класса возможно лишь внутри квадратных скобок 
(пример частой ошибки — 
^[:upper:]il+$ вместо 
^[[:upper:]]il+$).